# Liste der Monuments historiques in Burnhaupt-le-Haut
Die Liste der Monuments historiques in Burnhaupt-le-Haut führt die Monuments historiques in der französischen Gemeinde Burnhaupt-le-Haut auf.

## Liste der Objekte
| Bezeichnung                   | Beschreibung                                                                                       | Standort                         | Kennzeichnung | Schutzstatus | Datum     | Bild           |
| ----------------------------- | -------------------------------------------------------------------------------------------------- | -------------------------------- | ------------- | ------------ | --------- | -------------- |
| Orgel                         | Ensemble aus PM68000665 und PM68000516                                                             | in der Kirche St-Boniface (Lage) | PM68000878    | Classé       | 1992 1991 |                |
| Orgelprospekt                 | Art-déco-Prospekt, 1932 gebaut, Entwurf Paul Gélis                                                 | in der Kirche St-Boniface (Lage) | PM68000665    | Classé       | 1992      |                |
| Instrumentalteil der Orgel    | 1932 von Georg Schwenkedel gebaut (op. 43)                                                         | in der Kirche St-Boniface (Lage) | PM68000516    | Classé       | 1991      |                |
| Skulptur Heiliger Sebastian   | Holz, farbig gefasst und vergoldet, 18. Jahrhundert                                                | in der Kirche St-Boniface (Lage) | PM68001037    | Inscrit      | 1984      |                |
| Güterwaggon DF 101            | normalspuriger Stückgutwaggon, 1890 gebaut                                                         | im Bahnbetriebswerk (Lage)       | PM68000040    | Classé       | 1990      |                |
| Güterwaggon T 1185            | normalspuriger Schüttgutwaggon, 1892 gebaut                                                        | im Bahnbetriebswerk (Lage)       | PM68000041    | Classé       | 1990      |                |
| Personenwaggon A3B4 33 17 022 | dreiachsiger Personenwaggon, zwischen 1906 und 1911 gebaut und zwischen 1951 und 1961 modernisiert | im Bahnbetriebswerk (Lage)       | PM68000869    | Classé       | 2007      |                |
| Personenwaggon B6 23 17 605   | dreiachsiger Personenwaggon, zwischen 1906 und 1911 gebaut und zwischen 1951 und 1961 modernisiert | im Bahnbetriebswerk (Lage)       | PM68000870    | Classé       | 2007      |                |
| Personenwaggon B6 23 17 643   | dreiachsiger Personenwaggon, zwischen 1906 und 1911 gebaut und zwischen 1951 und 1961 modernisiert | im Bahnbetriebswerk (Lage)       | PM68000871    | Classé       | 2007      |                |
| Tenderlokomotive 020 020 T 2  | normalspurig, 1911 von Henschel gebaut                                                             | im Bahnbetriebswerk (Lage)       | PM68000042    | Classé       | 1987      | weitere Bilder |